# Gaz de Barr
Gaz de Barr est une entreprise locale de distribution (ELD) qui intervient dans les principales activités liées à l’exploitation d’énergies : gestion d’infrastructures à l’échelle locale, production d’énergies renouvelables, et approvisionnement en gaz et en électricité à l’échelle nationale.

## Historique

### Les origines
La construction d’une usine à gaz dans la ville de Barr (Bas-Rhin) est actée par un accord préfectoral du 18 juillet 1864. La Ville confie à M. Frédéric Steinbrenner, entrepreneur à Munster, l’installation d’un réseau d’éclairage public composé de 73 réverbères au gaz. À partir du mois de mai 1866, le programme d’éclairage des rues de la ville de Barr s’étend, avec 85 réverbères au gaz. L'usine de production de gaz par la combustion de coke fonctionnera jusqu’à la Seconde Guerre mondiale.
Au mois de septembre 1911, l’usine est vendue à la société allemande du Gaz de Dessau (la Deutsche Continental-Gas-Gesellschaft), et cette même année, la société lance un programme d’expérimentation d’un nouveau procédé de transport du gaz sous pression, alors inédit en Europe.
En 1912 est réalisé le premier gazoduc d’Europe, constitué de tubes en acier Mannesmann, laminés sans soudure, goudronnés à chaud et revêtus d’une composition spéciale pour conduites souterraines, afin d'alimenter en gaz 7 communes : Barr, Dorlisheim, Gertwiller, Obernai, Molsheim, Mutzig et Rosheim. Ces travaux servirent de prototype, à petite échelle, pour la future alimentation en gaz de la Ville de Berlin depuis les hauts fourneaux de la Ruhr.
En 1920, la société est mise sous séquestre par les autorités françaises à la fin de la Première Guerre mondiale.

### Diversification de l'activité
Le 5 juillet 1921 est créée la Société à Responsabilité Limitée Gaz de Barr : l’usine à gaz est achetée à hauteur de 51% par la Ville de Barr et de 49% par la Société Strasbourgeoise d’Exploitation (actuellement Réseau GDS), et à compter du mois de février 1922, la société est autorisée à déployer et exploiter un réseau de distribution publique d’énergie électrique basse tension sur le territoire de la Ville de Barr.
En 1928, le réseau gaz de Gaz de Barr est connecté à celui géré par la société Gaz de Strasbourg.
En 1946, Gaz de Barr doit à sa structure de Société d'économie mixte de conserver sa forme juridique après la seconde guerre mondiale. La nationalisation par l'État français est évitée en raison de la loi no 46-628 du 8 avril 1946 sur la nationalisation de l'électricité et du gaz,.
En 1970, le gaz manufacturé est remplacé par le gaz naturel.

### Période d'expansion
Le réseau de distribution est progressivement étendu avec l'alimentation en gaz naturel des communes de Bischoffsheim (1984), Niedernai (1986), Goxwiller (1989), Andlau, Mittelbergheim et Eichhoffen (1995), Saint-Pierre et Heiligenstein (2000), Meistratzheim et Boersch (2001), Ottrott (2005), Soultz-les-Bains, Zellwiller, Valff, Stotzheim, Avolsheim et Bourgheim (2012), Griesheim et Krautergersheim (2013), Bergbieten et Dangolsheim (2015), Rosenwiller (2017), Innenheim (2019), Bernardswiller (2021).

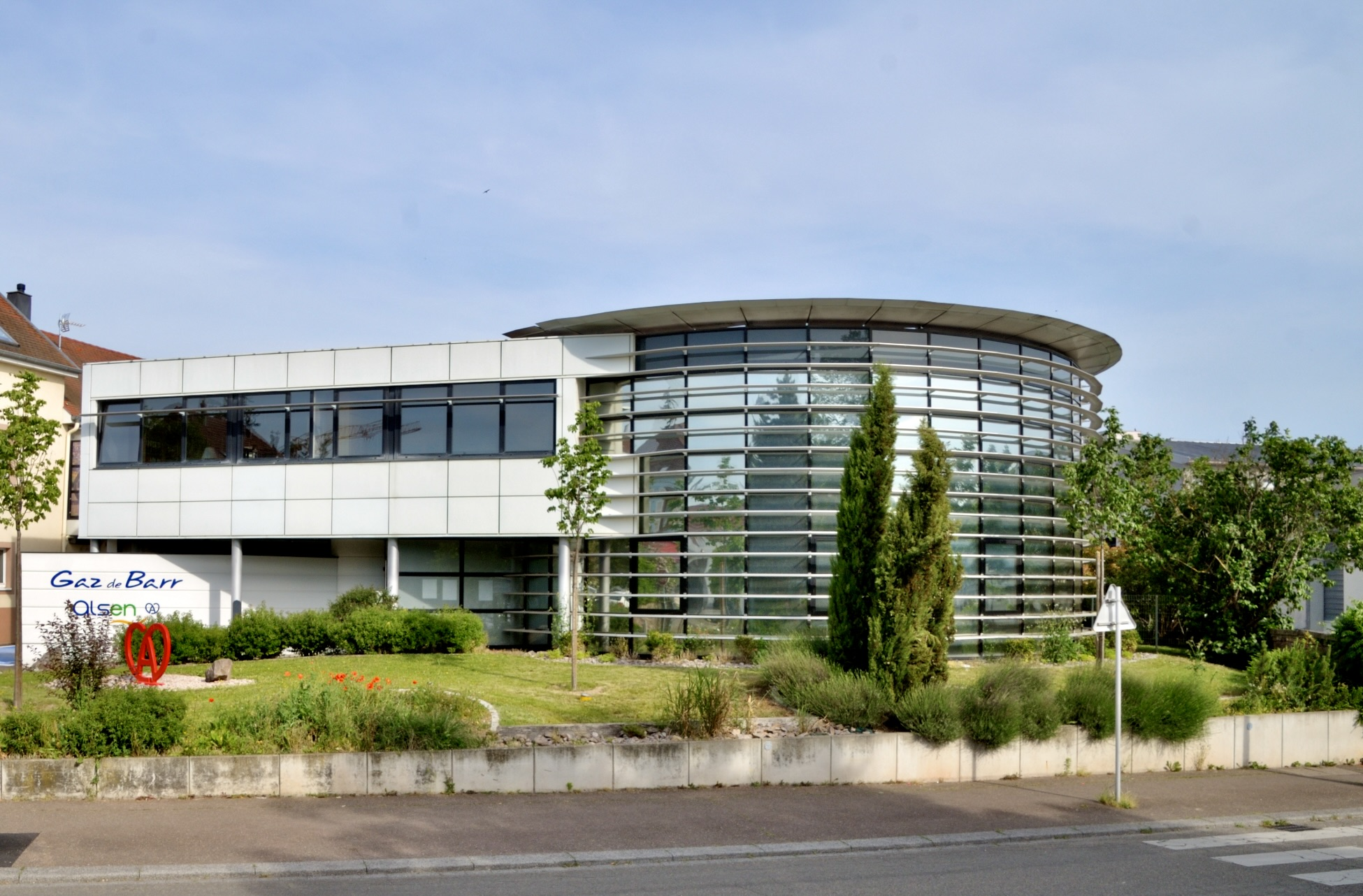
Siège de Gaz de Barr, situé au 1, rue du Lycée, 67140 Barr

En parallèle du déploiement de son réseau de distribution gaz, l'entreprise développe ses activités en lien avec l'électricité, avec l'achat de 16 km de lignes Haute Tension à EDF en 1996.
En 2011 est créée la Société Alsen, en réponse à la loi nº 2006–1537 du 7 décembre 2006 relative au secteur de l’énergie. La filiale Alsen commercialise du gaz et de l’électricité sur tout le territoire français, en dehors des concessions propres à Gaz de Barr.
En 2020, Gaz de Barr se voit confier la concession électrique basse tension de la commune de Villé (Bas-Rhin),
La société célèbre son 100e anniversaire le 5 juillet 2021.

## Statuts
Gaz de Barr est une Société d'Économie Mixte (SEM) détenue par la Ville de Barr à 51% et par Réseau GDS à 49%. Le conseil d'administration est présidé par Madame le maire de la Ville de Barr.

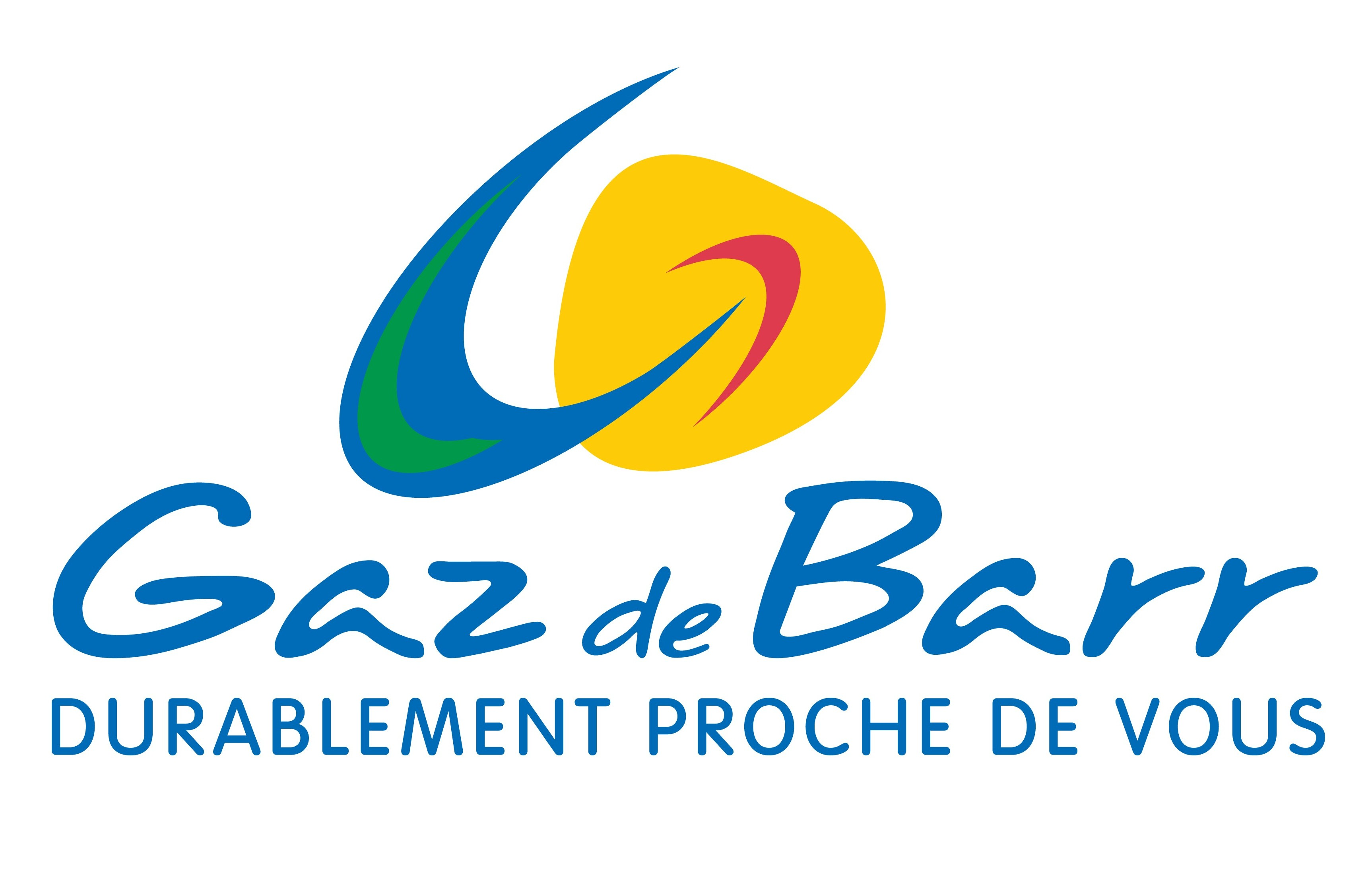
Logo de Gaz de Barr

## Domaines de compétences

### Gestionnaire de Réseau de Distribution de gaz

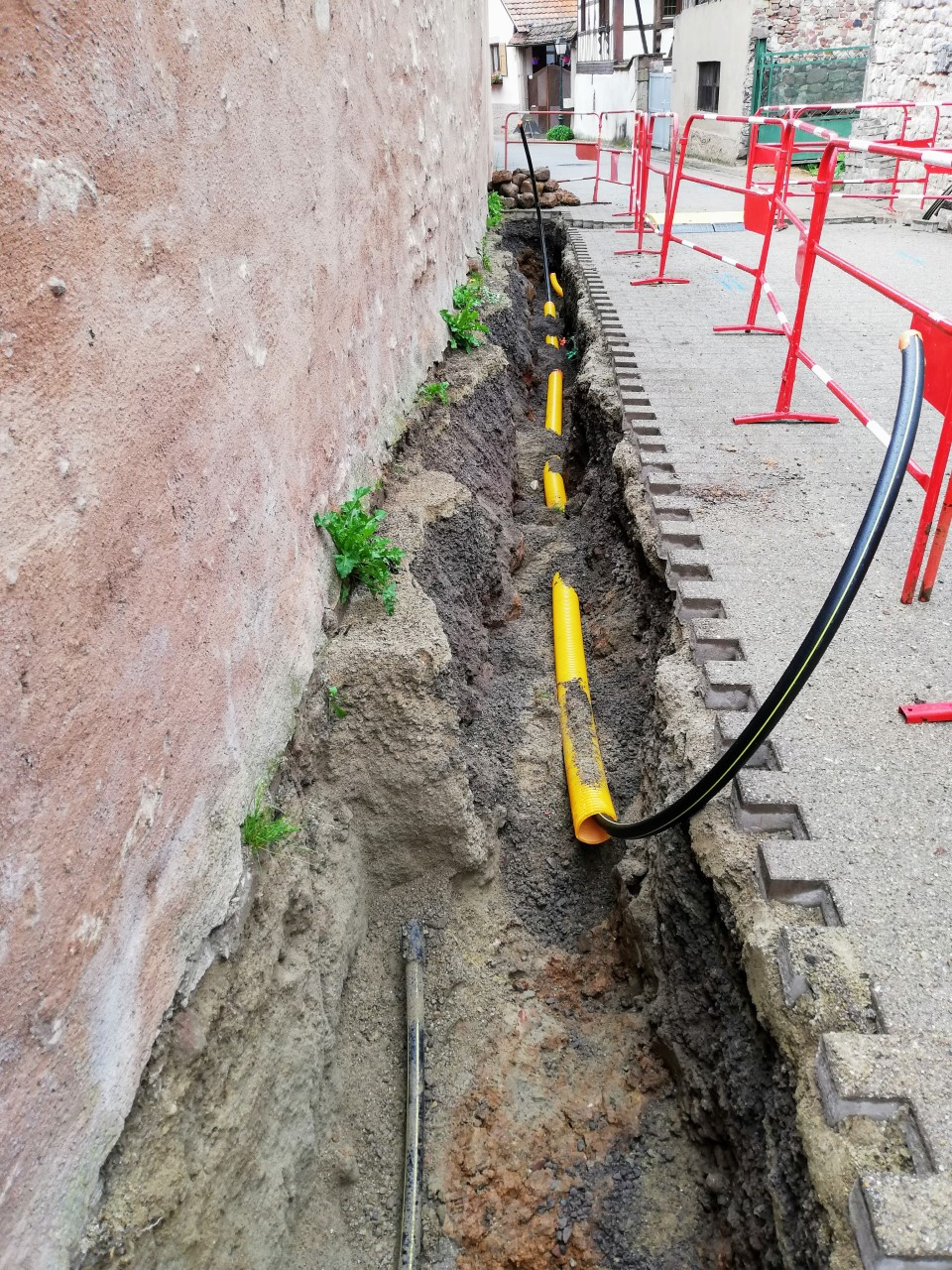
Raccordement en gaz sur la commune de Boersch (67), juillet 2021

Par délégation de service public, Gaz de Barr est gestionnaire exclusif du réseau de gaz sur un territoire de 31 concessions dans le Bas-Rhin. En 2021, Gaz de Barr gère un réseau de distribution de gaz d'une étendue de 449 km.

### Gestionnaire de Réseau de Distribution d'électricité
La société est également le gestionnaire exclusif du réseau électrique par délégation de service public sur les communes de Barr et de Villé (Bas-Rhin), avec une longueur de réseau de 107 km en 2021.

### Fournisseur de gaz
Gaz de Barr distribue du gaz naturel et du biométhane, et alimente les foyers sur le territoire national par le biais de sa filiale Alsen et sur ses 31 concessions en son propre nom.

### Fournisseur d'électricité
Gaz de Barr distribue l'énergie électrique dans ses réseaux en son propre nom (2 concessions) et fournit ses clients en électricité sur le territoire national par le biais de sa filière Alsen.

### Producteur d'énergies vertes
Divers projets de diversification et de verdissement des sources d'approvisionnement sont en cours depuis le début des années 2010 au sein de Gaz de Barr.
Pour fournir ses réseaux en biométhane, la société rachète la production du Méthaniseur des deux vallées à Scherwiller et du méthaniseur des Frères Adam à Wahlenheim. Par ailleurs, la création de la SAS Biométhane du Piemont en partenariat avec des agriculteurs locaux permettra à terme d'injecter 20 000 mégawatts-heures de biogaz à l'année dans ses réseaux.
En parallèle, trois projets d'électricité générée à partir d'énergies renouvelables sont développées depuis 2011, avec la participation à :
- la création de la société Hydrocop, en partenariat avec d'autres Entreprises Locales de Distribution[17],[18], et de sa filiale Canodor[19],
- la création de la centrale solaire du Lavoir dans le bassin de Carmaux (Tarn)[20],
- la création du parc éolien du Bois de Belfays[21] (Bas-Rhin et Vosges).

## Filiales et participations

### Alsen
La société Alsen est créée le 27 mai 2011 par Gaz de Barr dont elle est la filiale de commercialisation en dehors de ses concessions de réseaux de distribution.
Pour faire face à l’ouverture des marchés, Vialis entre dans le capital d’Alsen le 22 septembre 2014 à hauteur de 50%, cette association permettant à Gaz de Barr et à Vialis de proposer des offres de marché aux clients situés hors de leurs secteurs de desserte historique de gaz et d’électricité.

### Vialis
Vialis est une société d’économie mixte implantée à Colmar, qui intervient dans les secteurs de l’énergie, des télécoms, de l’éclairage et de la signalisation. Gaz de Barr est entré dans le capital de Vialis à sa création en 2004 et en détient 5,17 % depuis 2017.

### Hydrocop

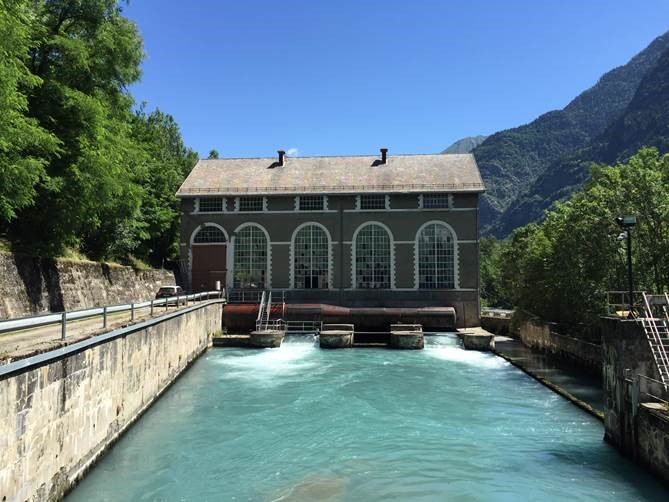
Centrale hydroélectrique de Saint-Maurice-en-Valgodemard - Hautes-Alpes / groupe Hydrocop

Détenue à 13,84 % par Gaz de Barr, Hydrocop est une société spécialisée et dédiée à l'hydroélectricité, née en 2011 du regroupement d’entreprises locales de distribution d'énergies ayant la volonté d'assurer une partie de leur approvisionnement en électricité renouvelable. La plupart de ces entreprises locales sont des sociétés d’économie mixte dont le capital est majoritairement détenu par des acteurs publics,. Pour pouvoir augmenter son potentiel d’acquisitions et de production, le groupe Hydrocop s’associe à la Banque des Territoires pour créer la société Canodor en décembre 2018.
Hydrocop intervient aujourd'hui dans les principales activités liées à l'énergie hydroélectrique sur le territoire français : étude et conception de projets, réalisation et développement, acquisition de centrales, exploitation et maintenance. Le groupe possède 36 centrales en exploitation en 2021, parmi lesquelles dix-neuf centrales dans les Alpes, deux centrales dans les Hautes-Pyrénées et six centrales dans les Vosges,.
Hydrocop est le 4ème producteur français d'hydroélectricité avec un chiffre d'affaires de 25M€ en 2020,.

### Centrale solaire du Lavoir
La centrale solaire du Lavoir est une installation de 36 000 panneaux solaires répartis sur 14 hectares et sur cinq différents sites de la commune de Blaye-les-Mines (Tarn). Ce projet de réhabilitation de terrains industriels (anciennes exploitations de charbon) a été inauguré en juin 2018 et couvre les besoins en électricité d'une population de 12 000 habitants,. Gaz de Barr est au capital de la centrale solaire du Lavoir à hauteur de 10%.

### Parc éolien du Bois de Belfays
Implanté sur trois communes du massif vosgien (Saâles, La Grande Fosse et Châtas), ce parc de 10 turbines inauguré en juin 2018 permet de couvrir les besoins en consommation électrique de près de 27 000 habitants de la région Grand Est. Le parc éolien est détenu à 20% par les collectivités sous la forme d'une société d'économie mixte dans laquelle Gaz de Barr intervient à hauteur de 15,66%.

### Biométhane du Piémont
En Mai 2019 est créée la société par actions simplifiée (SAS) Biométhane du Piémont, détenue à 19,6% par Gaz de Barr, et à 80,4% par cinq exploitants locaux. Le méthaniseur, dont la construction a débuté à l'automne 2020, est installé sur les communes Valff/Zellwiller. Il traite depuis 2022 jusqu’à 27 000 tonnes de matières agricoles pour une production annuelle de 20 000 mégawatts-heures de biométhane, qui est directement injectée dans les réseaux de Gaz de Barr et permet de subvenir aux besoins en biogaz de 2 300 maisons BBC,